# ثانوية المتميزين
ثانوية المُتميزين (بالإنجليزية: Distinguished High School) هي مجموعة مدارس ثانوية خاصة في العراق تأسست من قبل وزارة التربية العراقية للطلبة الذين استوفوا المُتطلبات الأكاديمية العالية، جنبًا إلى جنب مع كلية بغداد. أنشأت الوزارة مدرستين ثانويتين للبنين والبنات ق. 1990. حصلت ثانوية المُتميزين على جائزة التعليم الأكثر كفاءةً من وزارة التربية والتعليم في العراق، ويفخر خريجوها دائمًا بمسيرتهم المدرسية في جميع الأعمار.
تدهورت جودة التعليم بشكل كبير عقب سقوط النظام العراقي السابق في عام 2003 وإعادة هيكلة وزارة التربية والتعليم. هاجر غالبية أساتذة الدكتوراه من العراق. لهذه الأسباب وغيرها تعطي المدرسة الأولوية للتعليم ولها تاريخ طويل من التعاون مع أفضل الأساتذة في بغداد. في الوقت الحالي يجري بناء العديد من المدارس سواء في بغداد أو في المحافظات لنفس الأغراض. خرجت المدارس المتميزة ما يقرب من نصف طلاب الطب في جامعة بغداد الحكومية (سواء كانت هذه المدرسة أو غيرها من المدارس ذات الأنظمة التعليمية المماثلة).
قبل التسجيل في المدرسة، يتوجب على الطلاب اجتياز الاختبارات الأكاديمية واختبارات الذكاء ليتم قبولهم فيها. يدرس الطلاب باللغة الإنجليزية بدلاً من العربية للمواد العلمية. تسبب هذا الأمر في إثارة الجدل بسبب حقيقة أنه على الرغم من أن هؤلاء الطلاب يدرسون مناهج مختلفة عن تلك الخاصة بالمدارس الأخرى إلا أنه لم يتم تنفيذ أي إجراءات خاصة للاستثمار في قدراتهم الأكاديمية

## قائمة المدارس

### مدارس المتميزين في بغداد
- ثانوية الصدرين للمتميزين
- ثانوية البتول للمتميزات

الرصافة الثانية
- ثانوية فلسطين للمتميزين
- ثانوية فلسطين للمتميزات
- ثانوية الكرادة للمتميزين
- ثانوية الكرادة للمتميزات

الرصافة الأولى
- ثانوية القيروان للمتميزين
- ثانوية القيروان للمتميزات
- ثانوية الاعتزاز للمتميزات
- ثانوية الحريري للمتميزات
- ثانوية الأمل للمتميزات
- ثانوية القاهرة للمتميزات

الكرخ الأولى
- ثانوية الخضراء للمتميزين
- ثانوية الخضراء للمتميزات
- ثانوية المنصور للمتميزات
- ثانوية الحارثية للمتميزين
- ثانوية الفرات للمتميزات

الكرخ الثانية
- ثانوية السلام للمتميزين
- ثانوية السلام للمتميزات
- ثانوية المصطفى للمتميزين
- ثانوية المسرة للمتميزات

الكرخ الثالثة
- ثانوية طالب سهيل للمتميزين
- ثانوية الكوثر للمتميزات
- ثانوية الفوز للمتميزات

### مدارس المتميزين في بقية المحافظات
- ثانوية البصرة للمتميزين (البصرة)
- ثانوية البصرة للمتميزات (البصرة)
- ثانوية نينوى للمتميزين (الموصل)
- ثانوية نينوى للمتميزات (الموصل)
- ثانوية الذرى للمتميزين (كربلاء)
- ثانوية نازك الملائكة للمتميزات (كربلاء)
- ثانوية النجف الأشرف للمتميزين (النجف)
- ثانوية النجف الأشرف للمتميزات (النجف)
- ثانوية الوائلي للمتميزين (بابل)
- ثانوية الحلة للمتميزات (بابل)
- ثانوية الكرار للمتميزين (ذي قار)
- ثانوية الزهراء للمتميزات (ذي قار)
- ثانوية واسط للمتميزين (واسط)
- ثانوية ميسان للمتميزين (ميسان)
- ثانوية ميسان للمتميزات (ميسان)
- ثانوية الجواهري للمتميزين (ديالى)
- ثانوية الحرية للمتميزات (ديالى)
- ثانوية العراق للمتميزين (كركوك)
- ثانوية كركوك للمتميزات (كركوك)
- ثانوية التحرير للمتميزين (المثنى)
- ثانوية رقية للمتميزات (المثنى)
- ثانوية تكريت للمتميزين (صلاح الدين)
- ثانوية تكريت للمتميزات (صلاح الدين)
- ثانوية الأنبار للمتميزين (الأنبار)
- ثانوية الأنبار للمتميزات (الأنبار)
- ثانوية النصر للمتميزين (أربيل)
- ثانوية النصر للمتميزات (أربيل)
- ثانوية غانم حمودات للمتميزين (دهوك)
- ثانوية الديوانية للمتميزات (القادسيية)

## حواشٍ
1. ↑  لا يتم تدريس اللغة الإسبانية في جميع المدارس إنما تكون حسب رغبة إدارة المدرسة
2. ↑  تدرس التركمانية في المدارس الأهلية ثنائية اللغة ولا تدرس في جميع مدارس المتميزين